# Sunflower megye
Sunflower megye az Amerikai Egyesült Államokban, azon belül Mississippi államban található. Megyeszékhelye és legnagyobb városa Indianola. Lakosainak száma 25 971 fő (2020. április 1.). Sunflower megye Coahoma, Humphreys, Tallahatchie, Leflore, Bolivar és Washington megyékkel határos.

## Népesség
A megye népességének változása:
| Lakosok száma | 29 024 | 28 573 | 28 442 | 27 997 | 27 005 | 25 971 |
|               | 2010   | 2011   | 2012   | 2013   | 2015   | 2020   |